# Pawłowo (powiat rawicki)
Pawłowo – wieś w Polsce, położona w województwie wielkopolskim, w powiecie rawickim, w gminie Jutrosin.
| SIMC    | Nazwa     | Rodzaj    |
| ------- | --------- | --------- |
| 0371021 | Huby      | część wsi |
| 0371038 | Piskornia | część wsi |

W latach 1975–1998 miejscowość należała administracyjnie do województwa leszczyńskiego.
W okresie Wielkiego Księstwa Poznańskiego (1815-1848) miejscowość wzmiankowana jako Pawłowo należała do wsi większych w ówczesnym pruskim powiecie Kröben (krobskim) w rejencji poznańskiej. Pawłowo należało do okręgu jutroszyńskiego tego powiatu i stanowiło część majątku Sielec (dziś Nowy Sielec), którego właścicielem był wówczas (1846) Potulicki. Według spisu urzędowego z 1837 roku wieś liczyła 169 mieszkańców, którzy zamieszkiwali 16 dymów (domostw).